# Яковлев, Михаил Павлович (Герой Советского Союза)
Михаи́л Па́влович Я́ковлев (5 [18] ноября 1903 — 12 июля 1939) — советский офицер-танкист, Герой Советского Союза (1939, посмертно), участник боёв на Халхин-Голе в должности командир 11-й лёгкой танковой бригады 57-го особого корпуса, комбриг.

## Биография
Родился 5 [18] ноября 1903 года в деревне Горушка ныне Старорусского района Новгородской области в семье рабочего. Русский. Член ВКП(б) с 1924 года. Окончил 4 класса.
С 13 лет, закончив 4 класса школы, пошёл работать подручным литейщика на завод в Ленинграде. С марта 1921 года в Красной Армии, в хозвзводе пулемётных курсов. Участвовал вместе с курсантами в ликвидации антоновских банд. Через два месяца был направлен в Рязанскую пехотную школу (первый выпускник — Герой Советского Союза). По окончании её с отличием началось быстрое продвижение по службе: командир взвода, командир роты, командир батальона в 32-м полку 11-й Ленинградской стрелковой дивизии.
С апреля 1931 года — командир учебного батальона 11-го Алма-Атинского стрелкового полка. В 1935—1936 годах командир стрелково-пулемётного батальона 9-й отдельной мотомехбригады. После окончания в 1937 году Ленинградских бронетанковых курсов усовершенствования комсостава имени А. С. Бубнова в сентябре 1938 года был назначен командиром 11-й лёгкой танковой бригады.
Участник боёв с японскими войсками в Монголии на реке Халхин-Гол с 11 мая 1939 года. Отличился в Баин-Цаганском сражении 3—5 июля 1939 года с превосходящими силами японских войск, захватившими господствующую высоту — гору Баин-Цаган и прилегающие к ней участки местности, что создавало угрозу для основной группировке советско-монгольских войск. Погиб в бою 12 июля 1939 года.
Указом Президиума Верховного Совета СССР от 29 августа 1939 года «за умелое и мужественное командование танковой бригадой и личный героизм, проявленный в Баинцаганском сражении с японскими милитаристами», комбригу Яковлеву Михаилу Павловичу посмертно присвоено звание Героя Советского Союза.

## Награды
- Медаль «Золотая Звезда» Героя Советского Союза (29 августа 1939; посмертно);
- орден Ленина (29 августа 1939; посмертно).

## Память
- Имя М. П. Яковлева присвоено улице в Чите.
- Указом Президиума Верховного Совета СССР от 5 августа 1939 года 11-я (в Указе N-ская) танковая бригада, которой он командовал, была награждена орденом Ленина и ей присвоено имя М. П. Яковлева.
- На месте захоронения в Чите, на Старом Читинском кладбище, в 1999 году установлен памятный знак. В 2010 году памятный знак с территории Старого Читинского кладбища перенесён и установлен на здании на улице Яковлева.
- Бюст Героя Советского Союза М. П. Яковлева установлен на Аллее Героев в Парке Победы в городе Старая Русса[2].
- Имя М. П. Яковлева высечено на мемориале воинов-забайкальцев, погибших в ходе вооружённого конфликта у реки Халхин-Гол (открыт в сентябре 2009)
- Имя М. П. Яковлева носил танковый полк Монгольской Народной Армии.
- На горе Баин-Цаган был установлен памятник-танк. Надпись у памятника гласит: Танкистам РККА — яковлевцам, победителям над японцами в Баин-Цаганском сражении 3-5 июля 1939 года.

## Оценки и мнения
Г. К. Жуков, Маршал Советского Союза:

Командир 11-й танковой бригады Яковлев М. П. сыграл решающую роль в разгроме 23-й японской дивизии, переправившейся на наш берег и захватившей гору Баин-Цаган. Этот бой был жестоким и незабываемым. По справедливости его называют «Баин-Цаганским побоищем».